# أل شامبرز
أل شامبرز (بالإنجليزية: Al Chambers)‏ هو لاعب كرة قاعدة أمريكي، ولد في 24 مارس 1961 في هاريسبرج في الولايات المتحدة.

## وصلات خارجية
- أل شامبرز على موقعبيزبول رفرنس.كوم (الدوري الرئيسي) (الإنجليزية)
- أل شامبرز على موقعبيزبول رفرنس.كوم (الدوري الثانوي) (الإنجليزية)